# العلاقات الصينية الكوستاريكية
العلاقات الصينية الكوستاريكية هي العلاقات الثنائية التي تجمع بين الصين وكوستاريكا.

## مقارنة بين البلدين
هذه مقارنة عامة ومرجعية للدولتين:
| وجه المقارنة                                              | الصين                    | كوستاريكا                                 |
| --------------------------------------------------------- | ------------------------ | ----------------------------------------- |
| المساحة (كم2)                                             | 9.60 مليون               | 51.10 ألف                                 |
| عدد السكان (نسمة)                                         | 1.33 مليار               | 4.91 مليون                                |
| الكثافة السكانية (ن./كم²)                                 | 138.54                   | 96.09                                     |
| العاصمة                                                   | بكين                     | سان خوسيه                                 |
| اللغة الرسمية                                             | اللغة الصينية القياسية   | اللغة الإسبانية                           |
| العملة                                                    | رنمينبي                  | كولون كوستاريكي                           |
| الناتج المحلي الإجمالي (بليون دولار)                      | 12.24 تريليون            | 57.06 مليار                               |
| الناتج المحلي الإجمالي (تعادل القوة الشرائية) بليون دولار | 19.82 تريليون            | 74.98 مليار                               |
| الناتج المحلي الإجمالي الاسمي للفرد دولار أمريكي          | 8.03 ألف                 | 11.26 ألف                                 |
| الناتج المحلي الإجمالي للفرد دولار أمريكي                 | 13.21 ألف                | 14.92 ألف                                 |
| مؤشر التنمية البشرية                                      | 0.728                    | 0.766                                     |
| رمز المكالمات الدولي                                      | +86                      | +506                                      |
| رمز الإنترنت                                              | .cn، .中国 ‏، .中國 ‏      | .cr، قائمة نطاقات المستوى الأعلى للإنترنت |
| المنطقة الزمنية                                           | توقيت الصين، ت ع م+08:00 | 00                                        |

## مدن متوأمة
في ما يلي قائمة باتفاقيات التوأمة بين مدن صينية وكوستاريكية:
- ترتبط هانغتشو مع ألاخويلا باتفاقية توأمة منذ 2009.

## منظمات دولية مشتركة
يشترك البلدان في عضوية مجموعة من المنظمات الدولية، منها:
| علم المنظمة | اسم المنظمة                               | تاريخ انضمام الصين | تاريخ انضمام كوستاريكا |
| ----------- | ----------------------------------------- | ------------------ | ---------------------- |
|             | الاتحاد البريدي العالمي                   | ?                  | ?                      |
|             | يونسكو                                    | 4 نوفمبر 1946      | 19 مايو 1950           |
|             | البنك الدولي للإنشاء والتعمير             | 27 ديسمبر 1945     | 8 يناير 1946           |
|             | منظمة التجارة العالمية                    | 11 ديسمبر 2001     | ?                      |
|             | وكالة ضمان الاستثمار متعدد الأطراف        | 30 أبريل 1988      | 8 فبراير 1994          |
|             | الاتحاد الدولي للاتصالات                  | 1 سبتمبر 1920      | 13 سبتمبر 1932         |
|             | منظمة الشرطة الجنائية الدولية             | ?                  | ?                      |
|             | مؤسسة التمويل الدولية                     | 15 يناير 1969      | 20 يوليو 1956          |
|             | الأمم المتحدة                             | 25 أكتوبر 1971     | 2 نوفمبر 1945          |
|             | مؤسسة التنمية الدولية                     | 24 سبتمبر 1960     | 30 يونيو 1961          |
|             | الفريق المعني برصد الأرض                  | ?                  | ?                      |
|             | منظمة حظر الأسلحة الكيميائية              | ?                  | ?                      |
|             | المركز الدولي لتسوية المنازعات الاستشارية | 6 فبراير 1993      | 27 مايو 1993           |

## أعلام
هذه قائمة لبعض الشخصيات التي تربطها علاقات بالبلدين:
- إدواردو لي (لاعب كرة قدم كوستاريكي، 11 نوفمبر 1958 – )
- روبرتو وونغ (لاعب كرة قدم كوستاريكي، 17 أغسطس 1979[21] – )
- فرانكلين تشانغ دياز (رائد فضاء أمريكي، 5 أبريل 1950[22] – )
- لويس غييرمو سوليس (25 أبريل 1958 – )
- هاري شوم جونيور (28 أبريل 1982 – )

## وصلات خارجية
- موقع وزارة الخارجية الصينية
- موقع وزارة الخارجية الكوستاريكية